# Biblioteca centrale della Germania per non vedenti
La biblioteca centrale della Germania per non vedenti (in tedesco Deutsche Zentralbücherei für Blinde), abbreviato DZB, è una biblioteca pubblica per ipovedenti situata a Lipsia nello stato della Sassonia in Germania. La sua collezione di 72 300 titoli è tra le più grandi tra i paesi di lingua tedesca. L'istituzione è costituita da una biblioteca, una casa editrice e un centro di ricerca per comunicazioni senza barriere. Ha anche strutture per la produzione di libri in braille, audiolibri e musica in braille. La DZB pubblica circa 250 nuovi titoli ogni anno. Fondata nel 1894, la DZB è la più antica biblioteca per non vedenti della Germania.

## Storia
La società per l'approvvigionamento di libri stampati a caratteri grandi e opportunità di lavoro per non vedenti (in tedesco Verein zur Beschaffung von Hochdruckschriften und Arbeitsgelegenheit für Blinde zu Leipzig), è un'associazione privata che venne istituita a Lipsia nel 1894 per fornire impiego e istruzione ai non vedenti. Venne attrezzata in una casa di un libraio e divenne la prima biblioteca per non vedenti dell'Impero tedesco. Poco dopo la società costituì una sua casa editrice e una tipografia. Una fondazione di beneficenza, la Verein zur Förderung der Deutschen Zentralbücherei für Blinde, venne istituita nel 1916 per sostenere e promuovere la biblioteca. A quel tempo erano disponibili oltre 5 000 volumi in braille e contava 1 200 utenti assidui.
Dopo la prima guerra mondiale, il numero di utenti crebbe rapidamente e nel 1926 il DZB poteva contare 3 500 utenti. La Grande Depressione costrinse la biblioteca ad effettuare una politica di rigida austerità, con conseguenti tagli al bilancio e licenziamenti. Nel 1935 la DZB si trasferì nella casa editrice commerciale Druckhaus Klepzig sulla Täubchenweg a Lipsia. Questo edificio fu in seguito distrutto da un bombardamento alleato nel dicembre del 1943 e furono persi oltre 30 000 libri appartenenti alla biblioteca. Ciò che restava della collezione venne allestito in un sito alternativo a Döbeln nel 1944.

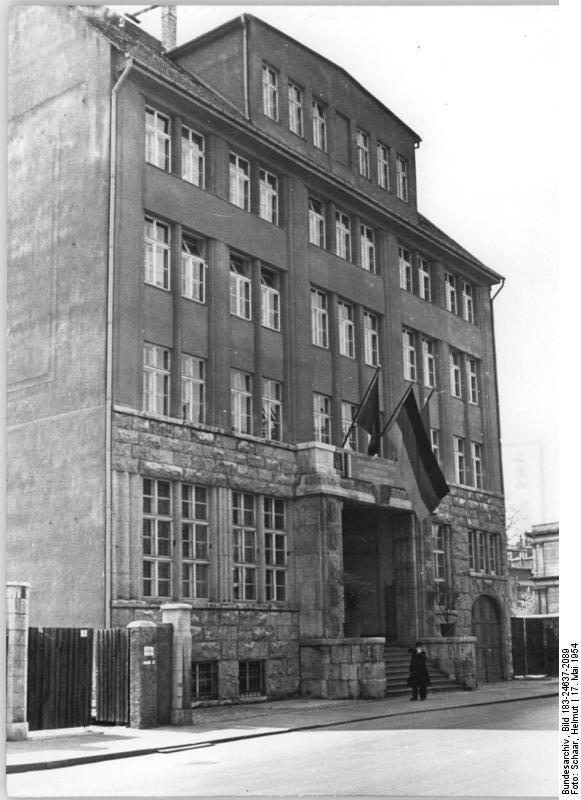
La biblioteca centrale per non vedenti nel 1954

Nell'immediato dopoguerra della seconda guerra mondiale la DZB si trasferì in nuovi alloggi sulla Weißenfelser Straße con una collezione di 1 802 libri. Mediante una decisione del governo provinciale il 7 novembre 1946 la biblioteca fu dichiarata istituzione pubblica. Nel 1949 la collezione della biblioteca raggiunse i 10 000 volumi. Nel 1952 passò sotto gli auspici del Ministero della Pubblica Istruzione della Germania dell'Est e nel 1955 fu sottoposta al Ministero della Cultura. Nel 1954 la biblioteca si trasferì nell'edificio attualmente in uso in Gustav-Adolf-Straße (via Gustavus Adolphus).
In seguito alla riunificazione tedesca la DZB è diventata un'agenzia del Ministero delle Scienze e delle Arti del nuovo stato libero di Sassonia.

## Collezione
Nel dicembre 2011 si contano circa 72 300 titoli nella collezione della biblioteca. Una sezione per la ricerca contiene libri, periodici e monografie sulla disabilità visiva. Inoltre, la DZB pubblica regolarmente 18 diverse riviste testuali e audio in braille. La collezione della DZB comprende:
- 72 300 titoli totali 
  - 21 900 libri in braille
  - 19 000 audiolibri DAISY
  - 6 100 libri in codice musicale braille
  - 5 000 libri scientifici e monografie sulla disabilità visiva

## Servizi per musica braille
Il progetto "DaCapo", finanziato dal Ministero federale della salute tedesco, nel 2003 ha affidato il compito alla DZB di produrre spartiti speciali per non vedenti. L'obiettivo non è solo quello di rendere gli spartiti musicali maggiormente disponibili ai non vedenti, ma anche di migliorare le opportunità di carriera per i musicisti non vedenti. Il centro di ricerca della DZB sta inoltre sviluppando processi per la produzione assistita da computer di spartiti in braille e servizi di trasmissione.
Il servizio di rendering MakeBraille accetta file di notazione musicale digitale su Internet nei formati CapXML e MusicXML per produrre spartiti in formato braille, disponibile solo per uso privato, non commerciale.